# Bellísima (película)
Bellísima (Bellissima) es una película italiana de 1951 dirigida por Luchino Visconti e interpretada por Anna Magnani en el rol principal.

## Sinopsis
Un anuncio de radio durante un concierto informa que el director Alessandro Blasetti está buscando un niño en Roma para participar en una película. Esto lleva a Cinecittà a una multitud de madres e hijas, incluida la popular Maddalena Cecconi con su hija Maria, para la cual la madre sueña con un ascenso social, a través de una carrera como artista a la que había aspirado inútilmente ella en su juventud. Las esperanzas de la madre, que a menudo se da aires delante de todos, también a menudo son objeto de burla de los vecinos, pero sobre todo son fuentes de crecientes tensiones con su esposo Spartaco, a quien Magdalena inicialmente esconde sus intenciones.
Magdalena hace cualquier sacrificio para garantizar a su hija la ayuda, más o menos digna, de un fotógrafo, un profesor de actuación y una clase de baile, y, a pesar de las dificultades financieras de la familia y la demora en pagar las cuotas del hogar, gastar para la peluquería y la modista. María, tímida e inocente, no muestra ningún talento en particular ni interés en el espectáculo, mientras que su padre, consciente de ello, choca con su esposa porque quiere una infancia tranquila para su hija como la de todas las demás chicas.
Durante una de las audiciones en Cinecittà, se le acerca a Maddalena un colaborador marginal de Blasetti, Alberto Annovazzi, quien se jacta con ella de que puede garantizar recomendaciones para su hija a cambio de 50 mil liras , una suma que gastará en la compra de un Lambretta. Maddalena, atrapada en su ilusión, solo más tarde se da cuenta de que Annovazzi es en realidad un impostor y lo invita a la familia, a pesar de que más tarde evita sus "avances" .
Una expresión intensa de Anna Magnani en la escena en la que rechaza la oferta de los cineastas para elegir a su hija.
De todos modos, cuando se llama al niño para una audición, la madre, aprovechando la simpatía que despierta una exactriz reducida a trabajar en el taller de edición, se las arregla para ayudar en secreto a la proyección, durante la cual el niño torpe y tímido rompe a llorar desesperadamente, provocando la risa desdeñosa de la tripulación. Solo en este punto, Maddalena se da cuenta de sus errores y comprende que le exigió a la niña cosas que la niña no quería o podía hacer, gastar el dinero necesario para la familia en vano y poner el dinero necesario. relación con su marido.
Pero después de vagar por un largo tiempo en la ciudad sacudida por estos sentimientos, al regresar a casa, encuentra inesperadamente a los ayudantes del director que están discutiendo con su esposo un contrato para el niño: el tema de la película de hecho involucraba a una niña torpe y torpe y María. Resultó ser adecuado para el propósito. Pero luego Magdalene, al darse cuenta de las peligrosas ilusiones ocultas en el cínico mundo del cine, rechaza el contrato, abandona los sueños de éxito de la pequeña Maria y vuelve a conectar sus relaciones con su esposo.

## Reparto
- Anna Magnani: Maddalena Cecconi
- Walter Chiari: Alberto Annovazzi
- Tina Apicella: Maria Cecconi
- Gastone Renzelli: Spartaco Cecconi
- Tecla Scarano: Tilde Spernanzoni, la maestra de recitado
- Arturo Bragaglia: fotógrafo
- Lola Braccini: su mujer
- Nora Ricci: la stiratrice
- Vittorina Benvenuti
- Linda Sini: Mimmetta
- Teresa Battaggi: la madre snob
- Gisella Monaldi: la portinaia
- Alessandro Blasetti, Mario Chiari y Corrado Mantoni: ellos mismos

## Galería

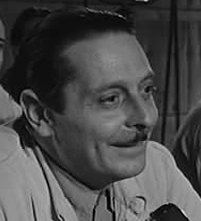
Alessandro Blasetti.
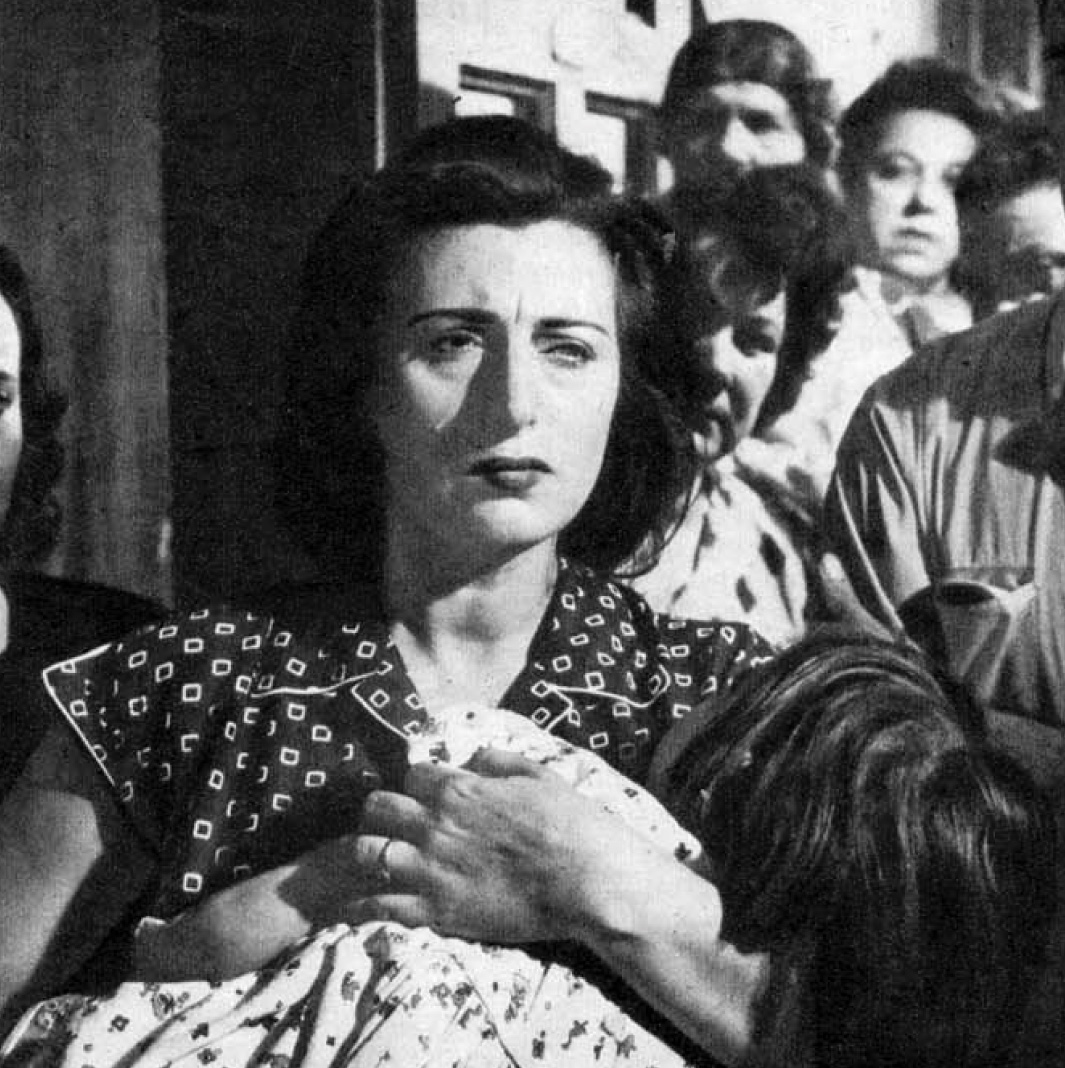
Anna Magnani.
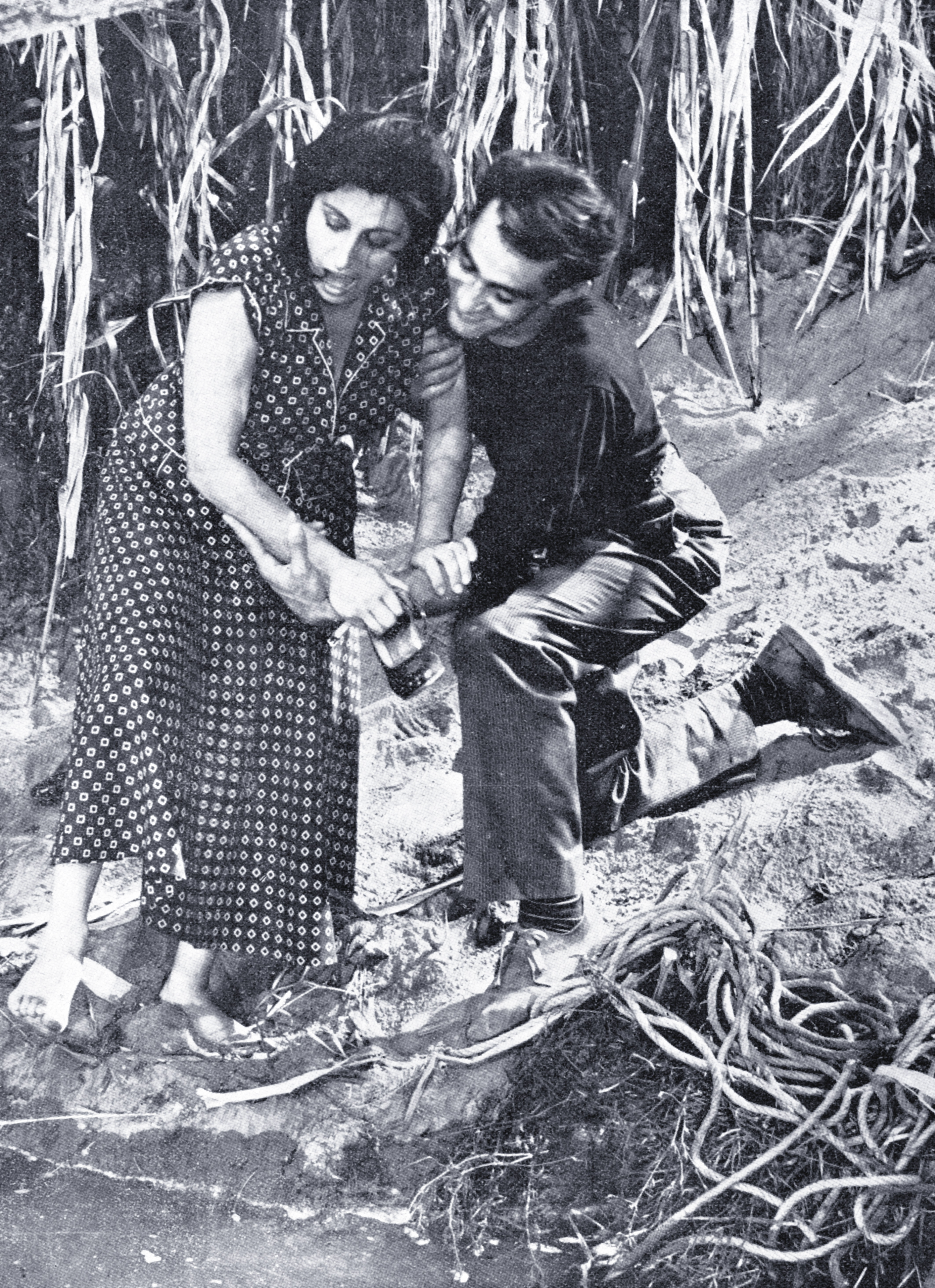
Anna Magnani y Walter Chiari.
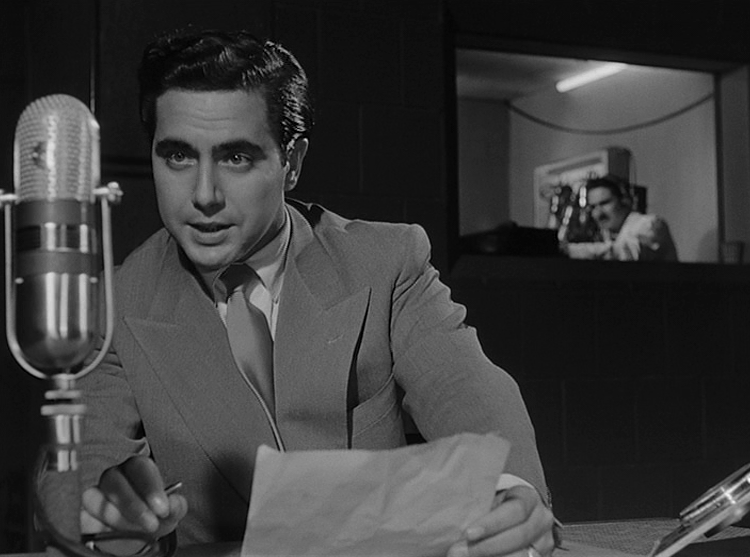
Corrado Mantoni (1924 - 1999).
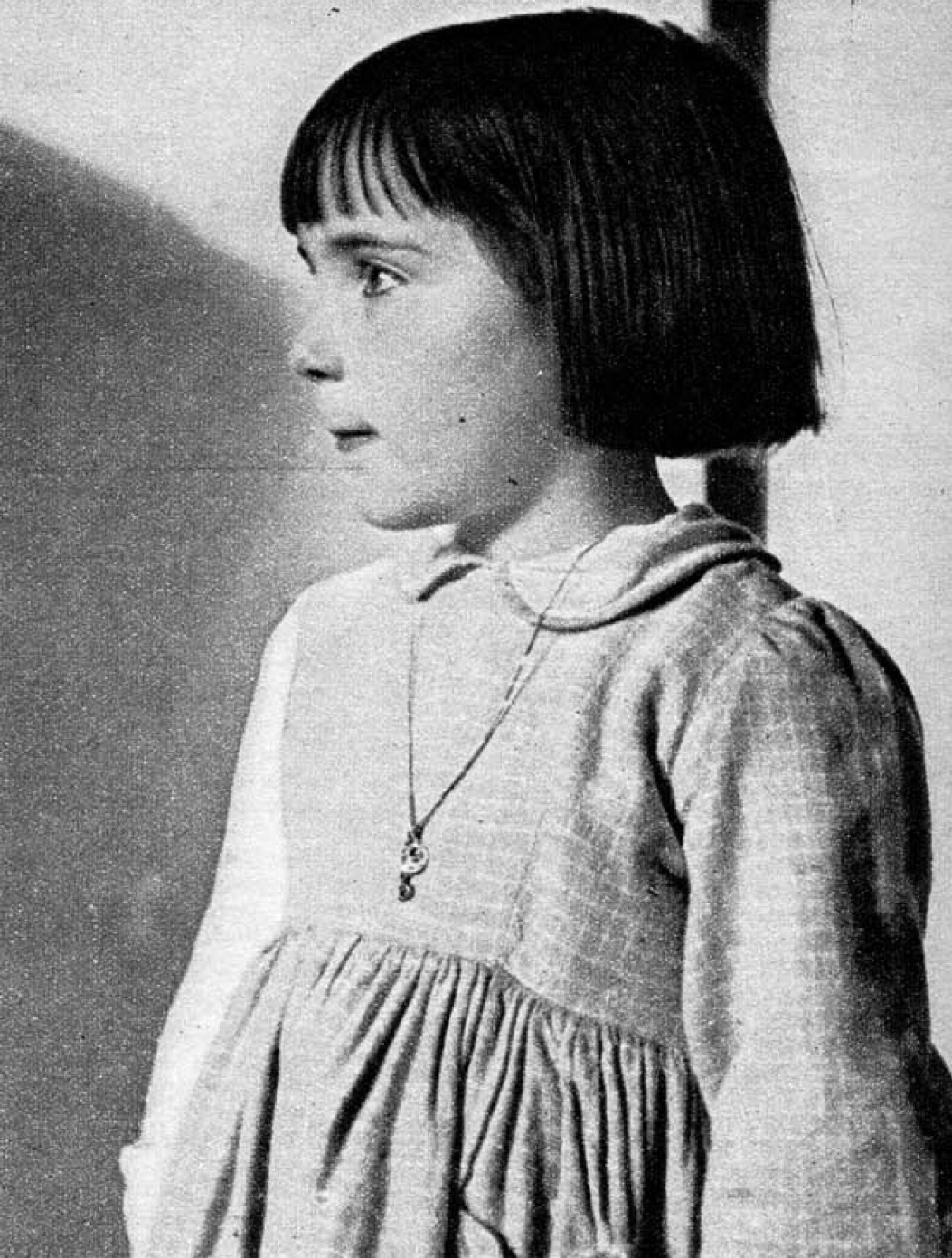
Tina Apicella (n. 1946).